# ばらスィー
ばらスィー（1980年1月29日 - ）は、日本の漫画家。静岡県浜松市出身。男性。現在は『月刊コミック電撃大王』にて『苺ましまろ』を執筆している。

## 人物

### プライベート
ペンネームの由来は、小学校の頃から呼ばれていた、本人の苗字をもじったあだ名から。2匹の愛犬「マリオ」と「ハナ」がいたが、「マリオ」は2008年老衰により死んでしまっている。2007年オスキャラであるシナモロールをアシスタントと互いに「俺の嫁だ」とアシスタントと主張し合い数時間にわたる喧嘩を繰り広げる。財布や小物入れなどにはメゾピアノ、ポンポネット、デイジーラバーズの柄物を愛用している。普段着としてプロサッカー選手「ジダン」のレプリカユニホームを着用している。

### デビューに至る経緯
子供の頃からイラストを描くのが好きであり、高校時代は『ファミマガ』へ初めて投稿をして以来、『ファンロード』等、いくつもの雑誌にイラストを投稿するハガキ職人として活動していた。しかしながら『月刊コミック電撃大王』に拾われるまでは、漫画は描いていなかったとインタビューで語っている。
高校卒業後は東京都へ移り、アニメ系専門学校へ入学。在学中の2000年、『コミック電撃大王』のイラストコーナーに投稿していたハガキが同誌の編集長の目に留まり、『苺ましまろ』にて、異例のハガキ職人からの漫画家デビューを果たす。
『コミック電撃大王』誌において、「苺ましまろ」は当初不定期掲載であったが後に連載陣に加わった。同作品は2005年にアニメ化を果たし人気を博した。

### 作品の特徴
執筆のペースが非常に遅いため休載が多い。そのため現在『苺ましまろ』は事実上、連載当初と同様の不定期掲載状態となっている（最近では2022年4月から休載中。24年3・4月号に1回ずつ出たのみ）。そして掲載されても、表紙を含めて平均して5、6ページと月刊誌としては非常に少ないページ数で掲載されている。これらは同作品のアニメがテレビ放映され、注目が集まっていた時期も同様であった。
しかし、作画に関しては非常に細かく描き込まれており、特に衣服の描写に関してはセンス・画力共に評価が高い。雑誌掲載時は写真を背景やコマに流用することがたまにあるが、コミックス掲載時は絵にトレースされ修正されていることが多い。個々のエピソードは概ね独立しており、短編漫画ともいえる。
作中には彼の好みに関するものが多数盛り込まれている。ダウンタウンの大ファンであるためか、『苺ましまろ』のキャラクターにも、ボケの松本人志は美羽、ツッコミの浜田雅功は千佳といったように、ダウンタウンの性格を反映させている部分がある（ちなみに、誕生日と血液型もそれぞれ一緒である）。また、洋楽に詳しく、テクノの鬼才エイフェックス・ツインについてネタの漫画を描いたりなど、作品中の随所からそれを窺い知ることができる。他には海外サッカーを好んでおり、特にジネディーヌ・ジダンを信奉している。詳しくは『苺ましまろ』を参照。
音楽を好み、洋楽のポスターやジャケットをトレースし作中のいろいろな場所に書かれている。また固有名詞をもじったり静物や点景にさりげなく織り込んだりと、漫画に音楽の登場する比重はかなり高い。傾向としては総じてロッキング・オン系のアーティストが目立つ。

## 作品リスト
- 苺ましまろ（メディアワークス、2000年 - 月刊コミック電撃大王連載中、既刊9巻）
  - 2005年7月よりTBS、8月よりBS-iにてテレビアニメーションが放送された。
  - その後も2回OVAが製作されている。
- 週刊わたしのおにいちゃん（2004年、メディアワークス）
- ばらまんが大王（アスキー・メディアワークス『あずまんが大王』10周年記念ムック『大阪万博』所収）